# L'oeil de Vichy
L'oeil de Vichy è un film del 1993 diretto da Claude Chabrol.
Si tratta di una collezione di film di propaganda e cinegiornali realizzati dal governo collaborazionista di Vichy durante la seconda guerra mondiale.